# Nicoletta Francovich Onesti
Pour les articles homonymes, voir Francovich et Onesti (homonymie).
Nicoletta Francovich Onesti (née Nicoletta Onesti le 16 juin 1943 à Parme et morte le 12 août 2014,) était une philologue italienne, spécialiste des langues germaniques disparues.

## Biographie
Diplômée de l'université de Florence, Nicoletta Francovich Onesti fut notamment professeur de philologie germanique à l'université de Sienne de 1991 à 2013, et membre de l'Associazione Italiana di Filologia Germanica,.
Elle fut l'épouse de l'archéologue Riccardo Francovich.

## Publications sélectives
- Vestigia longobarde in Italia, Artemide, Rome, 1999.  (ISBN 8886291345)
- I Vandali : lingua e storia, Carocci, Rome, 2002.  (ISBN 8843022377)
- I nomi degli Ostrogoti, Firenze University Press, Florence, 2007.  (ISBN 8884536510)
- Goti e Vandali : dieci saggi di lingua e cultura altomedievale, Artemide, Rome, 2013.  (ISBN 887575182X)